# Gilles Néret
Ne pas confondre avec le philosophe et critique d'art Xavier-Gilles Néret.
Gilles Néret, né le 6 novembre 1933 à Paris et mort dans la même ville le 3 août 2005,, est un historien de l'art, éditeur et écrivain français.

## Biographie
Né en 1933, Gilles Néret se rend à Londres en 1951 où il travaille comme journaliste pour l'Agence France-Presse durant trois ans. 
À son retour en France il collabore à la revue Constellation avant de se rendre au Japon où il acquiert le statut d'expert et organise des rétrospectives notamment sur Auguste Renoir, Fernand Léger et Salvador Dalí avant de fonder le musée Seibu et la galerie Wildenstein de Tokyo.
Il publie de nombreux ouvrages sur la peinture de Monet, Manet et Vélasquez ainsi que des ouvrages sur Dalí en collaboration avec Robert Descharnes. Nombre d'entre eux sont publiés aux éditions Taschen.

## Publications
- Henri de Toulouse-Lautrec, 1995
- 1000 dessous. Histoire de la lingerie, Taschen, 1998
- Auguste Rodin, 1998
- Gustav Klimt, Taschen, Cologne, 2000  (ISBN 382285980X)
- Renoir, Taschen, 2001
- Kazimir Malevich, 2007
- Salvador Dalí: The Paintings, Taschen, 2007
- Matisse, Taschen
- Erotica Universalis, Taschen

### Prix
- 1981 : prix Élie-Faure pour la collection de livres d'art « À l'école des grands peintres » qu'il dirige aux Éditions de Vergeures.